# Floki Vilgerdarsson

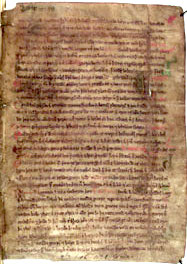
Het Landnámabók beschrijft de reizen van Floki

Kaart van de ontdekkingsreizen van Vikingen naar IJsland

Floki Vilgerdarsson was een Noorse ontdekkingsreiziger uit de 9e eeuw die als eerste bewust naar IJsland voer met zijn boot en er overwinterde. De reizen van Floki werden gedocumenteerd in de Landnámabók.

## Aanleiding
De reis kwam er onder impuls van de vorige tochten naar IJsland. De vorige ontdekkingsreiziger die de tocht had gemaakt was Gardar Svavarsson, die ook vaststelde dat het een eiland was. Floki Vilgerdarsson had de verhalen gehoord over het toenmalige Gardar-eiland. Een andere reden voor de reis was dat de Scandinavische landen nooit in hun eigen noden konden voorzien. Er was een behoefte aan meer grond.

## Vertrek
Dus vertrok de ontdekkingsreiziger op weg naar het Gardar-eiland. Zijn familie en bezittingen reisden met hem mee. Ook waren er drie mannen mee: een boer genaamd Thorolf, Herjolf en Faxe. Ze voeren via de Shetlandeilanden en de Faeröer-eilanden voor ze hun tocht naar IJsland begonnen.

## Raven
Volgens de legende verliet Floki nooit de haven zonder drie raven bij zich te hebben. Het was een hulpmiddel om te kijken of ze de kust naderden. Floki liet dan een van de raven los. Als de raaf boven het schip bleef cirkelen dan was er nog geen land in de buurt, vloog de vogel weg dan wist Floki dat ze zich niet ver bevonden van de kusten.

## Overwinteren op IJsland
Ze voeren langs de Zuidkust van IJsland. Het was Faxe die voor het eerst een baai van de kust spotte en sindsdien is de baai genoemd naar hem: Faxaflói. Floki besloot om nog verder te varen en zette zeil tot aan Breidhafjördhur en daarna tot Vatnsfjörður in Barðaströnd. Het gezelschap vond er veel vis in zee en ze hielden zich dan ook vooral bezig met vissen. Dit was nadelig voor de wintervoorraad, waardoor het vee de harde winter niet overleefde. In de daaropvolgende lente beklom Floki de hoogste berg in zijn omgeving, vermoedelijk de Nónfell en hij zag de fjord Ísafjarðardjúp in de verte liggen. Toen besloot de zeevaarder om het land IJsland te noemen.

## Terugreis
Ten gevolge van hun slechte ervaring met de winter besloten Floki en zijn bemanning om naar huis te varen. Ze werden echter al vlug gedwongen om terug te keren ter hoogte van Reykjanes omwille van een slechte wind, met als gevolg dat ze de volgende winter moesten doorbrengen in Borgafjord. Uiteindelijk kon Floki Vilgerdarsson toch terugkeren naar Noorwegen.

## Appreciatie
Door de harde levensomstandigheden in de winter vertelde hij niet veel goeds over IJsland. Herjolf daarentegen zei dat het eiland zowel goede als slechte eigenschappen had. Thorolf was enthousiast over IJsland. 
Later is er ook een serie (Vikings) door History Channel gemaakt waar de figuur Floki een grote rol in speelt. In deze serie is hij de ontdekker van IJsland.